# Peire Vidal
Pour les articles homonymes, voir Vidal.
Peire Vidal (Fin XIIe siècle - début du XIIIe siècle - on perd sa trace vers 1205) est un troubadour de langue occitane originaire du Languedoc.
Fils d’une famille aisée de Toulouse, ce troubadour est à la fois un poète de l’amour et un homme public : options politiques et amours tumultueuses sont étroitement liées.
Sous la protection de Raymond V et œuvrant à la cour de ce dernier, on le retrouve ensuite à Marseille, auprès du vicomte Barral de Baux, à la suite de quoi il voyage vers l’Espagne pour rejoindre la cour de Alphonse II d’Aragon. Après un nouveau passage par la France provençale, on le retrouve encore dans le Piémont, à la cour de Boniface de Montferrat, et en Espagne, auprès d’Alphonse VIII de Castille. A son retour en France, il se brouille avec Raymond V qui lui interdit l’entrée dans Toulouse. Leur désaccord va durer pendant quelques années au cours desquelles ils vont se battre à coups de mots. Lorsque Raymond V meurt en 1194, Peire Vidal, en signe de deuil, s’habille de noir, fait couper les oreilles et la crinière de ses chevaux et oblige ses serviteurs à se laisser pousser barbe et ongles.
En 1198, il accompagne la princesse d'Aragon, Constance, en Hongrie où elle va épouser le roi Imre. En 1202, il est à Gênes où il se sent si bien qu'il se proclame plaisamment « empereur » des Génois. Il est à Malte vers 1204-1205 à la cour du comte de Malte, le corsaire Enrico Pescatore, qu'il célèbre dans ses poèmes. Le troubadour toulousain part ensuite pour Chypre. Selon la légende, il y épouse une femme qu’il croit être la nièce de l’empereur de Constantinople et, fort de cette conviction, et devant l'instabilité politique régnant à Byzance, il dépense une fortune à armer une flotte destinée à conquérir son « empire en attente d’héritage ». Il est possible qu'il ait participé à la quatrième Croisade, mais rien ne permet de l’attester. Entre ses nombreux protecteurs (successifs ou occasionnels), on dit qu’il a aussi compté le roi Richard Cœur de Lion, dont il prit même la défense contre Philippe-Auguste. 
Esprit libre et indépendant, il s’instaure en conseiller des suzerains, et son franc parler lui vaut quelques revers du destin.
On possède de lui quarante-cinq chansons, donc douze nous sont parvenues avec leurs mélodies. Son œuvre à l’esthétique travaillée et présente, émouvante, légère, nous conserve l’image d’un amoureux éternel mais à chaque fois passionné et sincère ; elle amorce aussi une nouvelle forme de l’art des troubadours.
Grand amateur de femmes, il est, et sera toute sa vie, pourchassé par des maris jaloux, qui ont de solides raisons de l’être. Selon la légende, un chevalier de Saint Gilles lui fait même couper un bout de la langue pour le punir d’avoir eu l’outrecuidance de se vanter, publiquement, d’être l’amant de sa femme. De dépit, le troubadour se serait exilé en Orient. Il s'agit probablement d'une élaboration postérieure sur les amours du poète avec la belle Vierna de Ganges, parente de Raymond V, qu'il évoque dans non moins de quatorze cansos. Ce serait donc Raymond V, qui portait en effet le titre de « comte de Saint-Gilles », qui aurait exilé le poète de ses terres à la suite de cette liaison scandaleuse.
Les vidas du poète lui prêtent encore des relations avec Alazais de Roca Martina, femme de Barral des Baux, Dame Estafania de Son, dame de Cerdagne, et Dame Raimbauda de Biolh. On conte encore ses amours tumultueuses avec la fille du comte de Pennautier, Orbrie (ou Etiennette) de Pennautier, épouse de Jourdain de Cabaret. Peire Vidal follement énamouré de la dame se déguisa en loup pour tenter de se rapprocher incognito du chateau de Lastours où elle résidait. Chassé et battu par les bergers trompés par son déguisement, il est porté, un jour, à demi mort chez sa belle, la « louve de Pennautier » comme elle fut surnommée.